# Queen Bitch
Pistes de Hunky Dory
Song for Bob Dylan
(9) The Bewlay Brothers
(11)
Queen Bitch est une chanson écrite et composée par David Bowie. Elle est sortie en 1971 sur son quatrième album studio, Hunky Dory.

## Histoire
La première interprétation en public de Queen Bitch a lieu le 3 juin 1971 pour l'émission de radio In Concert de John Peel. Il s'agit de la première performance de Bowie avec les futurs Spiders from Mars : le guitariste Mick Ronson, le bassiste Trevor Bolder et le batteur Mick Woodmansey,. C'est le même trio qui l'accompagne sur la version studio de la chanson, enregistrée durant l'été et publiée au mois de décembre sur l'album Hunky Dory.
Queen Bitch fait partie du répertoire scénique de Bowie lors des tournées Ziggy Stardust Tour (1972-1973), Isolar Tour (1976), Sound + Vision Tour (1990), Earthling Tour (1997) et A Reality Tour (2003-2004). Elle est reprise sur les albums live Live Santa Monica '72 et Live Nassau Coliseum '76. La compilation Bowie at the Beeb inclut une version enregistrée pour l'émission de radio de la BBC Sounds of the 70s en janvier 1972.

## Caractéristiques artistiques

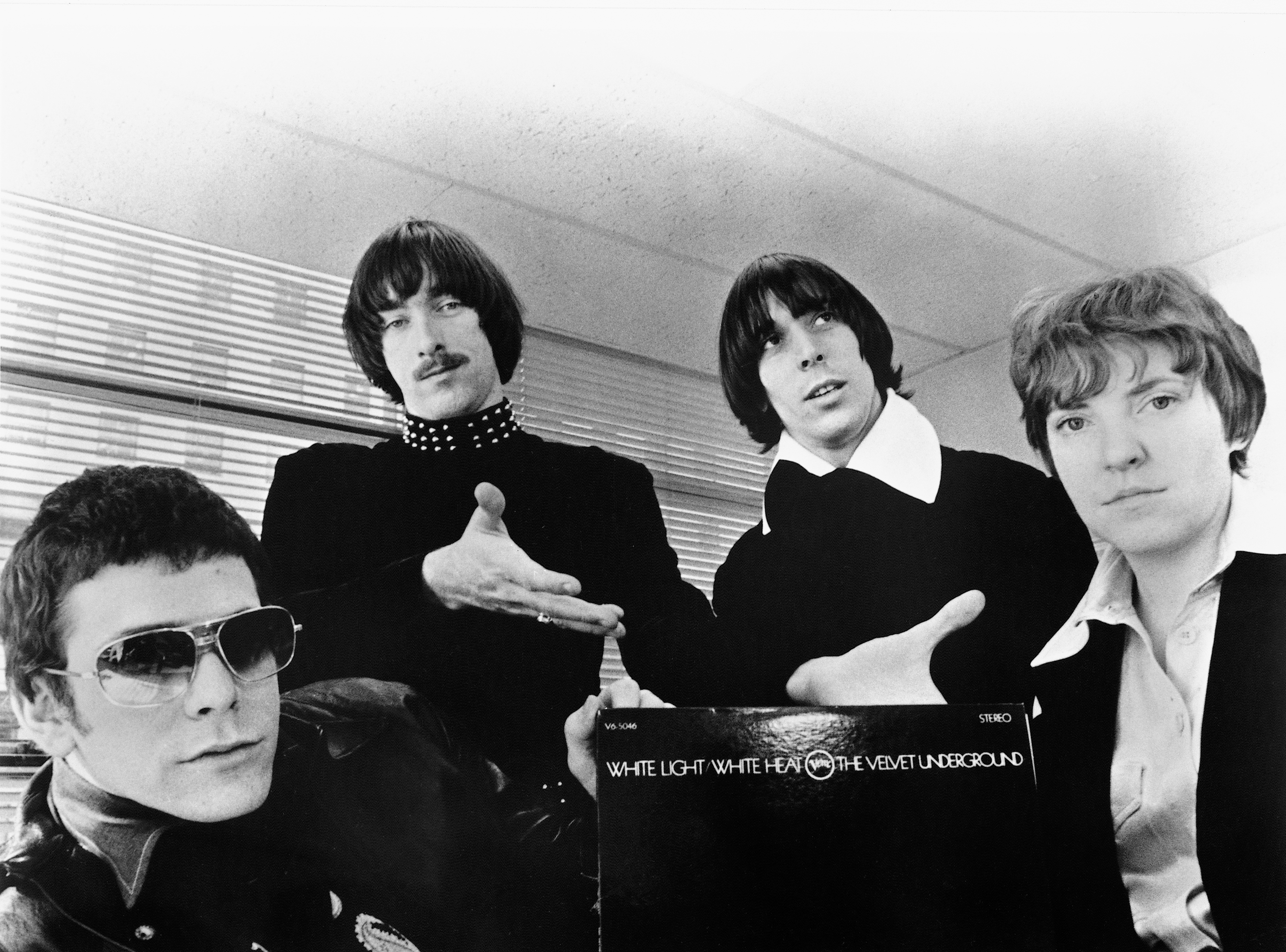
The Velvet Underground en 1968.

Contrairement à la plupart des chansons de Hunky Dory, Queen Bitch est dominée par la guitare électrique plutôt que par le piano. Il s'agit d'une chanson rock énergique qui imite le son du Velvet Underground, que ce soit dans la violence de la guitare ou dans la manière dont Bowie chante en parlant à moitié comme Lou Reed. La pochette arrière de l'album reconnaît cette influence en mentionnant à côté du titre de la chanson : « some V.U, white light returned with thanks ».

## Participants
- David Bowie : chant, guitare
- Mick Ronson : guitare, chœurs
- Trevor Bolder : basse
- Mick Woodmansey : batterie
- Ken Scott : producteur[3]